# Сабіна Шпільрейн-Шефтель
Сабіна Миколаївна (Шейва Нафтульївна) Шпільрейн (у шлюбі Шефтель, потім Шпільрейн-Шефтель ; 25 жовтня[6 листопада]  1885, Ростов-на-Дону - 11 або 12 серпня 1942, там же) - російський і радянський психоаналітик і педолог.

## Біографія

### Сім'я
Шейва Нафтульївна Шпільрейн (згодом Сабіна Миколаївна) народилася в єврейській купецькій родині.
- Батько – виходець із Варшави, купець 1-ї гільдії Нафтулі (Нафтулій Мойшевич, Микола Аркадійович) Шпільрейн (1861–1938), ентомолог за освітою.
- Мати – дантистка Єва Марківна Шпільрейн.
- Дід по материнській лінії – різник ростовської хорової синагоги Марк Пінхусович Люблінський (1833–?), оселився в Ростові в 1853 році.

У 1890–1894 роках сім'я проживала у Варшаві, де Сабіна відвідувала Фребелівський дитячий садок. 
Середню освіту вона здобула в Катерининській гімназії в Ростові-на-Дону, яку закінчила 1904 року із золотою медаллю

### Загибель

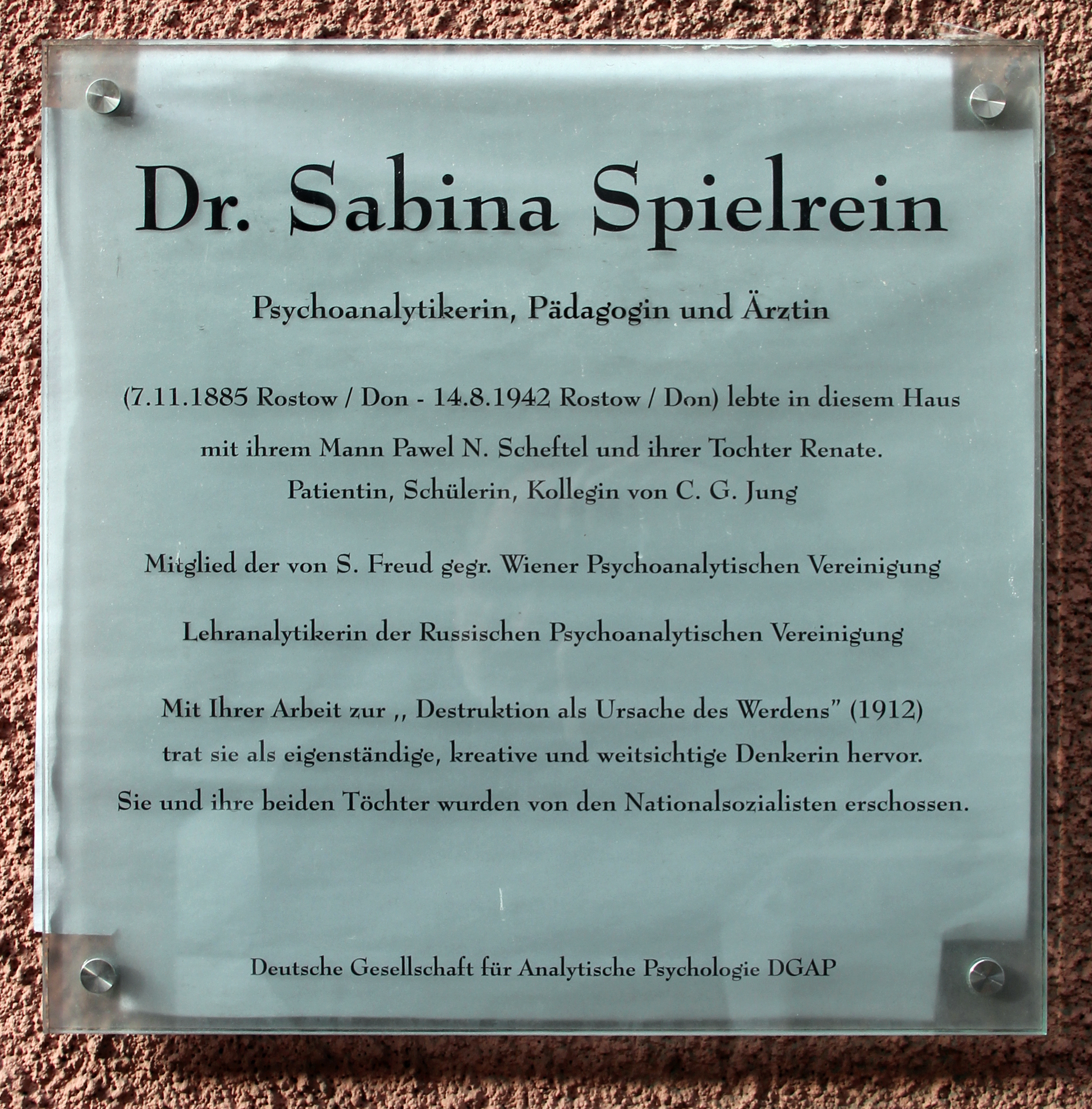
Меморіальна дошка на будинку в Берліні, де мешкала Сабіна Шпільрейн

17 серпня 1904 року,  у віці 18 років, Сабіна була госпіталізована до психіатричної клініки Бургхельцлі у Цюриху з діагнозом «психотична істерія». Причиною нервового зриву стала смерть її шестирічної сестри Емілії від черевного тифу. Лікарем Шпільрейн став Карл Юнг. У цей період між ними зав'язувалися складні особисті стосунки, які переросли в роман, що тривав понад 7 років. Юнг був одружений, і після розголосу скандалу йому довелося покинути кафедру та клініку.  

У період лікування Сабіна жваво цікавиться психоаналізом, Після виписки у червні 1905 року Шпільрейн вступила на медичний факультет Цюріхського університету, який закінчила 1911 року. Дипломна робота «Про психологічний зміст одного випадку шизофренії» (« Über den psychologischen Inhalt eines Falles von Schizofrenie») стала досягненням у вивченні психічних розладів
.Вона доводила, що:
- Шизофреніки уникають сексуальних стосунків, бо бояться особистісного розпаду.
- Страх втратити власну цільність у контакті з партнером змушує їх формувати марення, що заперечує статеві відмінності.
- Ця тема стала ключовою в її подальших дослідженнях.

Юнг використав ідеї Шпільрейна у своїх роботах із шизофренією (1912 рік), а пізніше створив власну дисципліну – аналітичну психологію.
Після від'їзду з Цюриха в 1911 році Шпільрейн переїхала до Відня, де приєдналася до групи Зигмунда Фройда. Тут вона познайомилася з російськими психоаналітиками, зокрема Павлом (Файвелем Нотовичем) Шефтелем, за якого вийшла заміж у 1912 році.
У 1913 році в подружжі народилася донька Рената.

### Повернення до СРСР

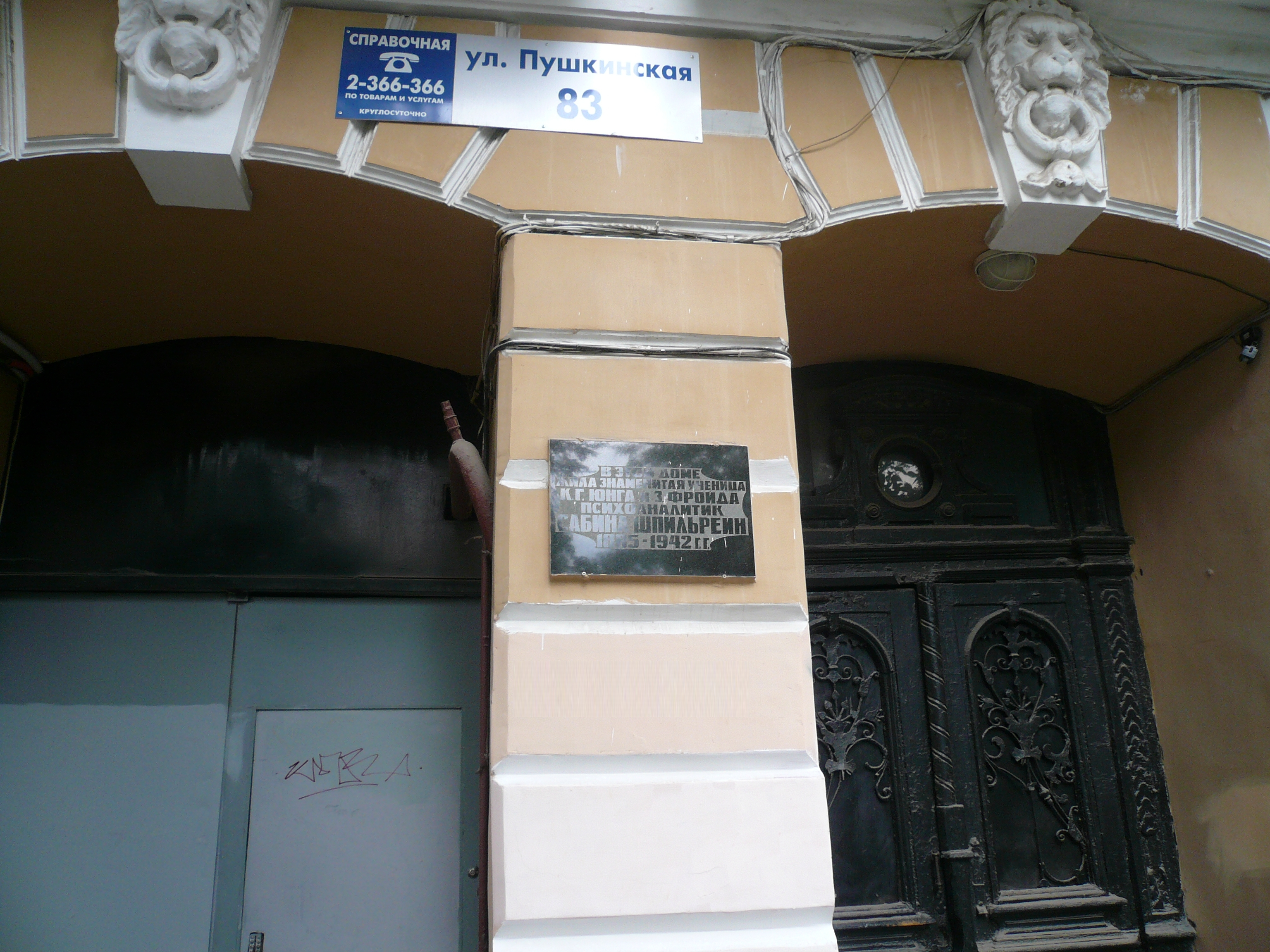
Пам'ятна дошка на будинку, де мешкала Сабіна Шпільрейн. Ростов-на-Дону, вул. Пушкінська, будинок 83.

У 1923 році родина Сабіни Шпільрейн повернулася до Радянської Росії, де в той час активно розвивався психоаналіз під патронатом Лева Троцького.  В Москві відкрився дитячий будинок-лабораторія «Міжнародна солідарність», де виховувалися діти радянських чиновників, зокрема Василь Сталін Сабіна з сім'єю зупиняється у Москві, працює лікарем-педологом у місті імені III Інтернаціоналу (Москва), завідує секцією дитячої психології в 1-му Московському державному інституті, була науковим співробітником Державного психоаналітичного інституту та дитячого будинку-лабораторії «Міжнародна солідарність». У цьому інституті вона проводила амбулаторні консультації, читала спецкурс «Психоаналіз підсвідомого мислення», вела семінари з дитячого психоаналізу та брала активну участь у Російському психоаналітичному товаристві. 
З немилістю Троцького психоаналіз у СРСР потрапив під заборону[1], і Шпільрейн повернулася до свого рідного Ростова-на-Дону, де продовжувала наполегливо працювати, в тому числі й лікарем у поліклініці в ролі психотерапевта, психоаналітика та педолога. У 1926 році Сабіна Шпільрейн народила другу дочку, Єву. 27 липня 1930 року прийняли офіційну Постанову про ліквідацію Російського психоаналітичного товариства. Попри це, Шпільрейн продовжувала наукову роботу. У 1931 році журнал «Імаго» опублікував її статтю про дитячі малюнки, виконані з відкритими та закритими очима. Це була її остання наукова публікація. 

### Життя в Європі
У липні 1942 року Ростов-на-Дону був окупований німецькою армією.  Незабаром окупанти розпочали масові страти євреїв. Сабіна Шпільрейн разом із двома доньками була страчена в Зміївській балці в серпні 1942 року. У 2004 році на місці трагедії встановили меморіальну дошку та посадили дуби згідно з її раннім заповітом: «Я теж була одного разу людиною. Мене звали Сабіна Шпільрейн». 

### Сім'я
- Брати:
  - Ян Миколайович Шпільрейн (1887-1938) - радянський математик, член-кореспондент АН СРСР (1934)  .
  - Ісаак Нафтульевич Шпільрейн (1891-1937) - радянський психолог і лінгвіст, засновник і провідна постать радянської психотехніки, доктор філософії (1914).
  - Еміль Миколайович (Нафтульевич) Шпільрайн (1899-1937) - радянський біолог, декан біологічного факультету Ростовського університету.

Шейва Нафтульівна Шпільрейн (згодом Сабіна Миколаївна) народилася в єврейській купецькій сім'ї.
- Батько – виходець із Варшави, купець 1-ї гільдії Нафтулій (Нафтулій Мойшевич, Микола Аркадійович) Шпільрейн (1861–1938), ентомолог за освітою.
- Мати – дантистка Єва Марківна Шпільрейн.
- Дід по материнській лінії – різник (шохет) ростовської хорової синагоги Марк Пінхусович Люблінський (1833–?), оселився в Ростові в 1853 році.[3]
- У 1890–1894 роках сім'я проживала у Варшаві, де Сабіна відвідувала Фребелівський дитячий садок. Середню освіту вона здобула в Катерининській гімназії в Ростові-на-Дону, яку закінчила 1904 року із золотою медаллю.

- Вона робить висновок, що деструкція власного Я є причиною розвитку нових соціальних форм. У розпаді ми можемо знайти підстави для творчого становлення.Вона знаходить витоки мазохізму саме в первинному, що лежить в основі людського буття, потягу до смерті, яке може бути представлене як «ми-досвід», протилежне «я-досвіду», а значить - націлене на руйнування власної Я людини.Значення робіт ШпільрейнВ історії психоаналізу Сабіна Шпільрейн залишилася як автор всесвітньо відомої роботи «Деструкція як причина становлення» (її докторська дисертація 1912 року, захищена у Віденському університеті), що стала фундаментом для всіх подальших досліджень потягу до смерті.Значення робіт ШпільрейнЗначення робіт ШпільрейнЧоловік — лікар Павло Наумович (Файвел Нотович) Шефтель (1881, Київ — 1937, Ростов-на-Дону), у роки Першої світової війни — ординатор у госпіталі київського евакоприймача, з [4] (після аспірантури  госпітальним лікарем.
- Племінник - Евальд Емільєвич Шпільрайн (1926-2009) - радянський інженер, спеціаліст у галузі теплофізики та енергетики, космічної техніки, член-кореспондент РАН (1997).

## Значення робіт Шпільрейн
Шпільрейн увійшла в історію психоаналізу як авторка всесвітньо відомої роботи «Деструкція як причина становлення» (1912), яка стала основою для подальших досліджень потягу до смерті. Колін Ковінгтон та Барбара Уортон називають її «забутим піонером психоаналізу». Вона розглядала потяг до смерті як первинний і невіддільний) аспект людського буття.  Вона трактувала садистичний компонент сексуального потягу як «деструктивний потяг». Вона знаходить початки мазохізму саме в первинному, що лежить в основі людського буття, потягу до смерті, яке може бути представлене як «ми-досвід», протилежне «я-досвіду», а значить - націлене на руйнування власного Я людини.Водночас розпад особистості та регресія до «ми-досвіду» може приносити й позитивні плоди, оскільки є джерелом соціального прогресу, творчих сил та культурного розвитку.
Клінічна проблема, поставлена Шпільрейн, полягає в тому, що на практиці ми не можемо рознести сексуальний потяг і потяг до смерті, вони завжди існують спільно. В одній зі своїх ключових робіт «По той бік принципу задоволення» (1920) Зигмунд Фрейд каже: «В одній багатій змістом та думками роботі, на жаль, не зовсім зрозумілою для мене, Сабіна Шпільрейн передбачила значну частину цих міркувань. Вона означає садистичний компонент сексуального потягу як „деструктивний“ потяг». Таким чином, Фрейд вважав, що сексуальний потяг і потяг до смерті працюють згідно з тим самим принципом задоволення, тому їх не можна представляти як протилежні або проти спрямовані. Як сексуальна взаємодія, і деструкція приносять розрядку потягів, отже, пов'язані із задоволенням, на скасовування принципу нав'язливого повторення, що розташовується з іншого боку принципу задоволення.
Незважаючи на те, що дисертація Шпільрейн була актуальною і створила ґрунт для подальшого пошуку та досліджень Фрейда (про що свідчить їхнє листування) та його учнів, сама Сабіна Шпільрейн через різні обставини не ствоєїа своєтта школи і не мала послідовників.
Шпільрейн також зробила значний внесок в аналітичну психологію:
- Надала емпіричне обґрунтування теорії комплексів Карла Юнга.
- Вплинула на Юнга в дослідженнях філо- та онтогенезу психіки.
- Запропонувала ідею психіки як сукупності незалежних комплексів.
- Внесла поняття «родової душі», що передувало концепції колективного несвідомого.
- Розвинула концепцію деструкції як трансформації, співзвучну ідеям І. І. Мечникова про «природну нормальну смерть», яка виявилася співзвучною пізнішим ідеям Юнга

Сабіна Шпільрейн була психоаналітиком Жана Піаже. У 1979 році її особисті документи, включаючи чернетки наукових праць і листування з Юнгом та Фрейдом, були опубліковані.
У листопаді 2015 року в Ростові-на-Дону в будинку, де мешкала Шпільрейн, відкрився меморіальний музей..

## Пам'ять

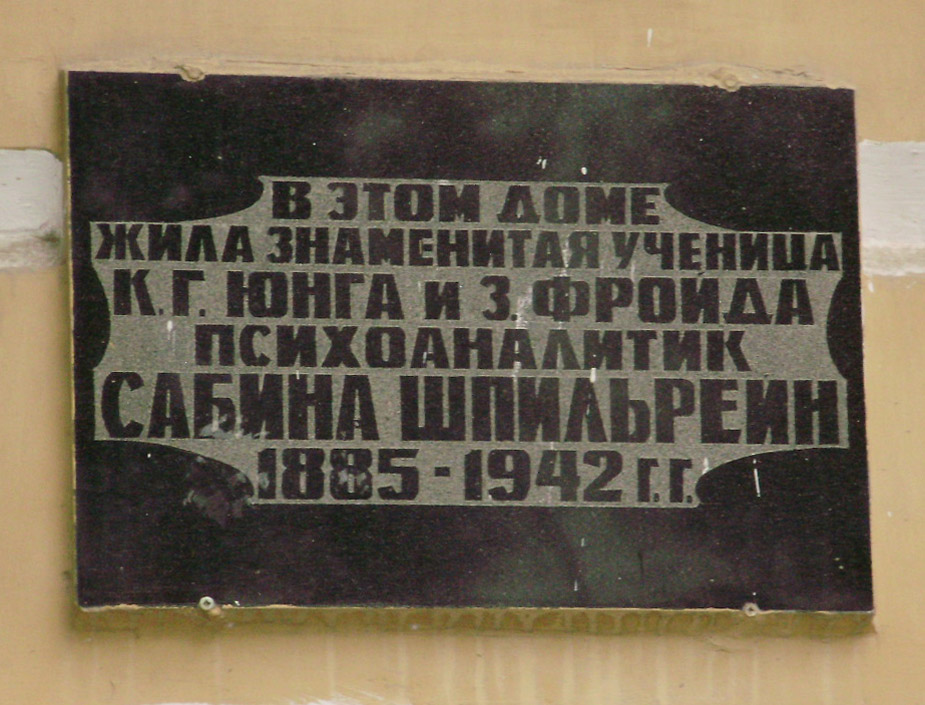
Пам'ятна дошка в Ростові-на-Дону

У листопаді 2015 року в місті Ростові-на-Дону в будинку, де мешкала Шпільрейн, відкрився меморіальний музей Сабіни Шпільрейн  .

### У світовому кінематографі
Життя та особистість Сабіни Шпільрейн знайшли відображення у світовому кіно:
- 2002 - "Візьми мою душу / Сабіна" - Італія, Франція, Великобританія (реж. Роберто Фаєнца). У ролі Шпільрейн - Емілія Фокс.
- 2002 - "Мене звали Сабіна Шпільрейн" - Німеччина, Данія, Швеція, Фінляндія, Франція, Швейцарія (реж. Елізабет Мартон). У ролі Шпільрейн - Ева Естерберг.
- 2011 - "Небезпечний метод" - Німеччина, Канада, Великобританія (реж. Девід Кроненберг). У ролі Шпільрейн - Кіра Найтлі

### У літературі
- Сабіна Шпільрейн є одним із персонажів роману Всеволода Глуховцева «Тридев'ять небес». У романі художньо обігрується припущення про знайомство і таємне співробітництво Шпільрейн з Віктором Абакумовим під час перебування останнього начальником УНКВС по Ростовській області в 1938—1941 роках [7].

## Основні роботи
- Шпільрейн З. Психоаналітичні праці. - Іжевськ: ERGO, 2008. - ISBN 978-5-98904-021-6 .
- Шпільрейн С. Про психологічний зміст одного з випадків шизофренії (Dementia praecox). - Іжевськ: ERGO, 2011.